# Артур Вортон
Артур Вортон (англ. Arthur Wharton; 28 жовтня 1865, Аккра, Британський Золотий Берег — 13 грудня 1930, Едлінгтон, Велика Британія) — англійський футболіст та атлет ганського походження, найбільш відомий як перший темношкірий футболіст-професіонал, який виступав у Футбольній лізі. Довгий час його вважали першим чорним футболістом взагалі, проте пізніше з'ясувалося, що його випередив Ендрю Вотсон, гравець збірної Шотландії, гаянець за походженням.

## Біографія

### Дитинство
Народився Артур Вортон в Аккрі, нинішній столиці Гани, ав ті часи — британської колонії Золотий Берег. Його батько, відомий місіонер, був наполовину шотландцем, наполовину гренадцем, а мати — ганською принцесою. У 19 років Артур перебрався до Англії, в Дарлінгтон, де почав навчання в коледжі з метою піти по стопах батька і стати проповідником. Однак спорт захоплював молодого Вортона набагато більше Святого письма, до того ж у всіх спортивних змаганнях він домагався великих успіхів, будь то велоспорт, крикет або біг. Не зміг Артур відмовитися і від запрошення у футбольний клуб «Дарлінгтон».

### Футбольна кар'єра
Молодий воротар виділявся не тільки кольором шкіри, але і великим талантом, який не міг не помітити менеджер клуба «Престон Норт-Енд» Вільям Саделл. Артур Вортон приєднався до Норт-Енду в 1886 році і разом із командою пробився в півфінал Кубка Англії роком пізніше. Однак взяти участь в тріумфальному для «Престона» сезоні 1888/89, коли вони виграли перший чемпіонат Англії і завоювали Кубок, Вортону не пощастило. У 1888 році він перестав займатися футболом, зосередившись на бігу. Артур брав участь у комерційних легкоатлетичних змаганнях, тоді як у «Престоні» він грав безкоштовно.

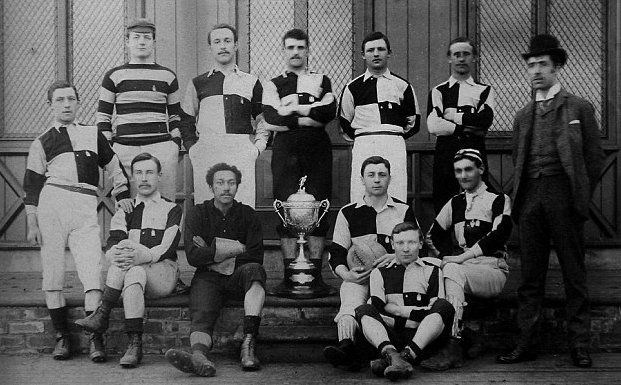
«Дарлінгтон» (1886 рік)

Проте довго без футболу уродженець Гани не протримався. Вже через рік після відходу із Престона він підписав свій перший професійний контракт з «Ротергем Таун». У цьому клубі Артур провів п'ять сезонів, після чого його переманили в «Шеффілд Юнайтед». Але тоді на останньому рубежі у Клинків стояла справжня брила — Біллі «Товстун» Фолк, — якому Вортон програв конкуренцію за позицію номер один. Артур провів всього три матчі за Шеффілд Юнайтед, після чого без особливих успіхів грав у «Стейлібрідж Роверз», «Ештон Норт-Енд» та «Стокпорт Каунті». У 1902 році Уортон закінчив кар'єру, вже встигнувши міцно підсісти на алкоголь.

### Інший спорт
У 1886 році на стадіоні «Стемфорд Брідж» Артур встановив світовий рекорд в бігу на 100 ярдів (91,44 метра) — 10 секунд. Крім того, він грав у крикет і займався велоспортом.

### Старість
Обдарованому атлетові знайти себе в житті після спорту було складно. 15 років він пропрацював у вугільних шахтах Йоркшира, спускаючи зароблені гроші на міцні напої. 13 грудня 1930 року всіма забутий Артур Вортон помер у віці 65 років.

## Вшанування
Згадали про Артура Вортона лише через 60 років. Його внучка Шейла Лісон і підприємець з Дарлінгтона Шон Кемпбелл почали по шматочках збирати історію його життя. До справи підключилася антирасистська організація «Футбол об'єднує, расизм роз'єднує», і в результаті перший в історії чорний футболіст-професіонал був включений до Зали слави англійського футболу, а незабаром у Дарлінгтоні з'явилася його бронза статую.

## Згадки
За свою футбольну кар'єру Артур Вортон не вигравав будь-яких титулів і жодного разу не викликався в збірну, однак чорношкірий воротар, якому іноді доводилося грати на позиції вінгера, запам'ятався сучасникам яскравою, часом ексцентричної грою на лінії воріт.
|                                                                | Я бачив, як Уортон підстрибнув, повис на перекладині, зловив м'яч, затиснувши його між ніг, в результаті чого три форварда, які мчали вперед, впали прямо у сітку воріт. З тих пір я не бачив подібного Сейва, хоча дивлюся футбол більше 50 років |
| — оглядач газети Sheffield Telegraph & Independent у 1942 році | |

.